# فيتوريا دي سانتو أنتاو
فيتوريا دي سانتو أنتاو هي بلدية في البرازيل، تتبع بيرنامبوكو، بلغ عدد سكانها 129٬974  نسمة، في 2010، تبلغ مساحتها 335٫942 كيلومتر مربع.

## أعلام
- عثمان لينس
- رافاييل أرواخو سيلفا
- رافاييل سيلفا دي أرواخو